# حارم آخرالزمانی
حارم آخرالزمانی (ژاپنی: 終末のハーレム هپبورن: Shūmatsu no Hāremu) یک مجموعه مانگای ژاپنی به قلم لینک و تصویرسازی کوتارو شونو است. بخش اول مانگا در نشریه الکترونیکی شونن جامپ+ از انتشارات شوئیشا از مه ۲۰۱۶ تا ژوئن ۲۰۲۰ منتشر شد، در حالی که بخش دوم، تحت عنوان حارم آخرالزمانی: پس از جهان، از مه ۲۰۲۱ تا مه ۲۰۲۳ در همان پلتفرم عرضه شد و فصل‌های آن تا آوریل ۲۰۲۵، در هجده جلد تانکوبون جمع‌آوری شده است.
این مجموعه الهام‌ بخش دو مجموعه مانگای اضافی، به ترتیب با عنوان حارم آخرالزمانی: فانتازیا و حارم آخرالزمانی: بریتانیا لومیر است که توسط لینک نوشته شده‌اند. دو درام صوتی در مه ۲۰۱۷ و اوت ۲۰۲۱ منتشر شد. یک بازی واقعیت مجازی اقتباسی تحت نام حارم آخرالزمانی وی‌آر اثر دی‌ام‌ام گیمز ساخته شده است که در ۴ مارس ۲۰۱۹ منتشر شد. یک مجموعه تلویزیونی انیمه نیز به کارگردانی یو نوبوتا توسط استودیوهای گوکومی و آکسیز بر پایه نسخه مانگا دستمایه اقتباس قرار گرفت که پخش آن از اکتبر ۲۰۲۱ تا مارس ۲۰۲۲ ادامه داشت.

## داستان
در سال ۲۰۴۰، ریتو میزوهارا مرد جوانی است که در حالت انجماد عمیق قرار می‌گیرد و در انتظار علاج نجات دهنده برای درمان بیماری نادری است که از آن رنج می‌برد. پنج سال بعد، ریتو از انجماد بیدار می‌شود و کاشف به عمل می‌آید که در این دوره زمانی، یک ویروس بسیار کشنده و واگیردار به نام اِم‌کِی (قاتل مرد) پدیدار شده است که به‌طور مرموزی فقط مردان را تحت تأثیر قرار می‌دهد و باعث مرگ حدود ۹۹.۹٪ از جمعیت مردان جهان می‌شود به جز تقریباً یک میلیون بازمانده که قبل از آلوده شدن در انجماد عمیق قرار گرفته بودند. با کمال تعجب، ریتو همچنین می‌فهمد که او یکی از پنج مرد ژاپنی است که به نوعی در برابر ویروس اِم‌کِی مصونیت پیدا کرده است و در نتیجه تا حد امکان باید با باردار کردن زنان در برنامه اصلاح نژاد شرکت کند تا فرزندانشان بتوانند جمعیت جهان را دوباره افزایش دهند. در حالی که ریتو به بررسی اسرار پیرامون ویروس اِم‌کِی و ناپدید شدن اسرارآمیز دوست دوران کودکی خود الیزا تاچیبانا می‌پردازد، این مجموعه همچنین دیدگاه مردان دیگری را نشان می‌دهد که نسبت به ویروس اِم‌کِی ایمنی پیدا کرده‌اند، و هر کدام شرایط خاص خود را دارند.